# Musvalk
De musvalk (Microhierax fringillarius) is een van de kleinste roofvogels ter wereld met een lengte van ongeveer 15 cm. Hij komt voor in het Indomaleisisch gebied.

## Leefwijze
De habitat van de musvalk bestaat uit open plekken en randen van bossen in het binnenland. De soort komt ook voor in gedeeltelijk bebost landbouwgebied, parken en tuinen. In zijn leefgebied moeten dode bomen staan die als uitkijkpunt dienen. De musvalk voedt zich met geleedpotigen, zoals vlinders, libellen en kevers. Hij gaat vrijwel altijd met meerdere vogels op jacht en verschalkt zijn prooi vanaf een uitkijkpunt, waarnaar hij terugkeert om de vangst op te eten.

## Voortplanting
De musvalk nestelt in oude holen van spechten, die hij ook gebruikt om te roesten. Het legsel bestaat uit vier eieren, maar gemiddeld vliegen slechts twee jongen uit.

## Verspreiding
De musvalk komt voor in het zuiden van Myanmar en Thailand, in Maleisië en in Indonesië op de eilanden Sumatra, Borneo, Java en Bali.

## Status
De grootte van de populatie wordt geschat op enkele tienduizenden vogels. Op de Rode lijst van de IUCN heeft deze soort de status niet bedreigd.